# 프린스 차밍

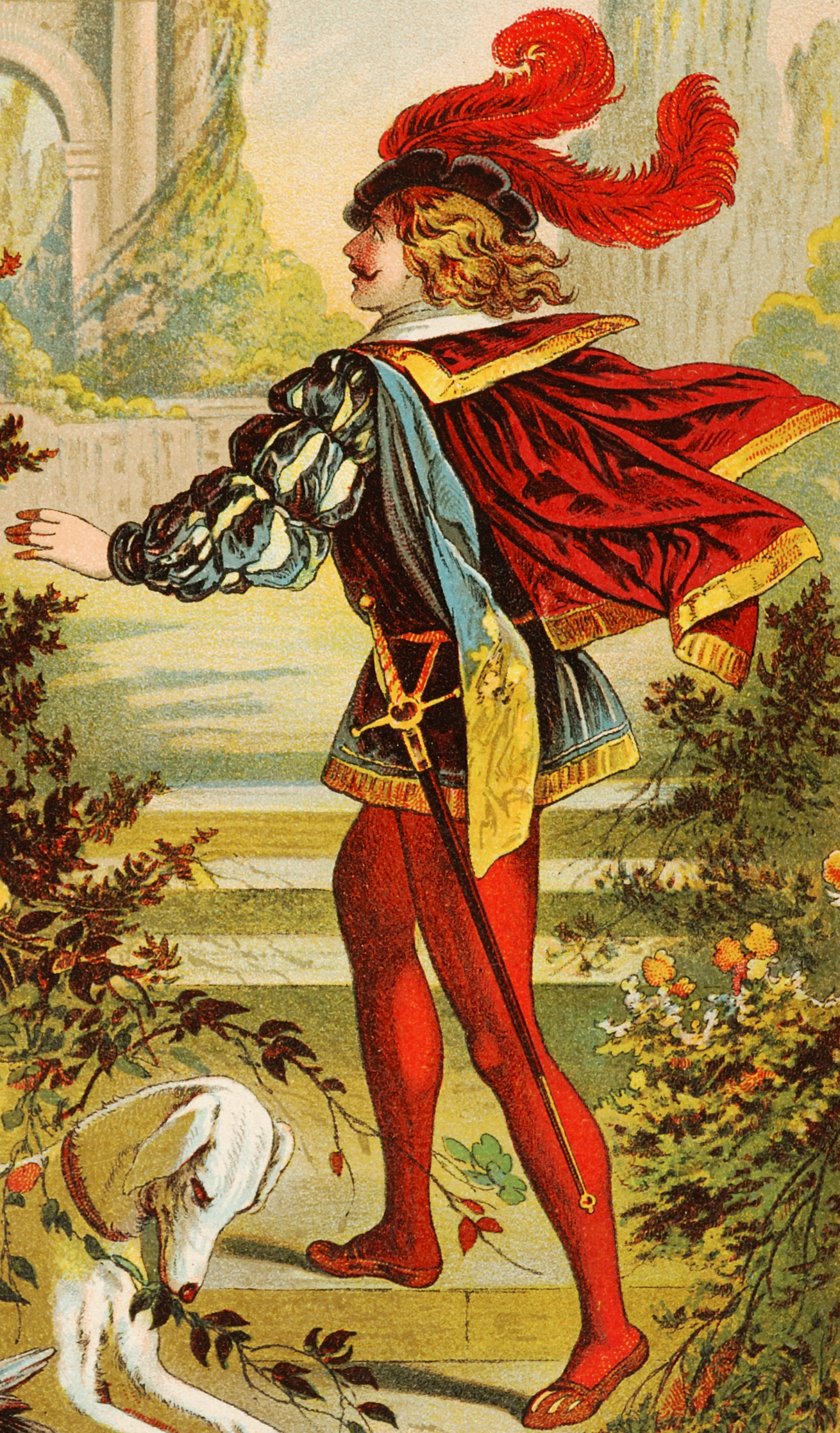
독일 슈투트가르트에서 출판된 19세기 후반 책 마인어스테스 메르헨부흐의 판화인 잠자는 숲속의 미녀 왕자

프린스 차밍(Prince Charming)은 동화 속 주식 캐릭터로, 조난당한 여인을 구하러 와서 악령으로부터 그녀를 해방시키기 위한 탐구에 참여해야 한다. 이 분류는 원작에서 다른 이름이 붙었더라도, 혹은 전혀 이름이 붙지 않았더라도 '백설 공주', '잠자는 숲속의 미녀', '라푼젤', '신데렐라' 등 다수의 전래동화의 대부분의 영웅들에게 적합하다.
종종 잘생기고 로맨틱한 이 캐릭터들은 본질적으로 서로 바꿀 수 있으며, 여주인공에게 플뢰레 역할을 한다. 많은 변형에서 이 캐릭터들은 여주인공이 자신이 내린 결정에 대한 보상에 대한 은유로 간주될 수 있다. 캐릭터 유형의 중요성은 그를 수정주의 동화의 명백한 대상으로 만든다. "프린스 차밍"은 또한 일부 사람들이 미래의 배우자로서 꿈꾸는 이상화된 남자를 지칭하는 용어로 사용된다.